# Urvaste (Rae)
Urvaste is een plaats in de Estlandse gemeente Rae, provincie Harjumaa. De plaats heeft de status van dorp (Estisch: küla).

## Bevolking
Het dorp had 54 inwoners op 31 december 2011 en 61 inwoners op 31 december 2021.

## Ligging
Urvaste ligt tegen de grens tussen de gemeenten Rae en Raasiku.